# Pure Blonde
Pure Blonde je vrsta avstralskega svetlega piva, ki ga izdeluje in prodaja Carlton & United Beverages.
Ta svetli lager je oglaševano kot prvo avstralsko pivo z nižjo vsebnostjo ogljikovih hidratov. Po navedbah pivovarne naj bi bila vsebnost teh snovi le 0,9 gramov na 100 ml, medtem, ko imajo običajna piva vsebnost ogljikovih hidratov med 2,5 in 4,0 g na 100 ml.